# Massepain
Ne doit pas être confondu avec Massepain cuit.
Cet article possède un paronyme, voir André Massepain.
Le massepain ou pâte d'amande (Marzipan en allemand et anglais, mazapán en espagnol, du latin martius panis « pain de mars ») est une pâte de confiserie traditionnelle confectionnée à base d'amandes mondées et finement moulues, mélangées à du blanc d'œuf et du sucre. Cette préparation est traditionnelle dans plusieurs pays d'Europe, notamment en France, Italie et en Allemagne, ainsi que marginalement dans d’autres pays méditerranéens. 
La recette, et notamment les proportions de sucre et d'amandes moulues, est aujourd'hui très variable en fonction du lieu de confection. La souplesse de cette pâte fait qu'elle est fréquemment utilisée pour le moulage de petits objets dans des formes décoratives, notamment de fruits appelés « fruits déguisés », destinés à la consommation individuelle ou comme élément de décor sur d'autres pâtisseries. Le massepain est parfois utilisé dans la confection de gâteaux traditionnels comme le Christstollen, gâteau de Noël allemand aux fruits confits.

## Histoire
Le Robert historique et le TLF rattachent le mot « massepain » à l'italien, marzapane, qui désigne à l'origine une mesure de capacité sur la côte sud de l'Asie Mineure, chez les marchands venant d'Italie, vers 1340. Par la suite, il se serait appliqué surtout à la petite boîte servant à emballer la confiserie et, par métonymie, à son contenu : une pâtisserie faite d'amandes, de blanc d'œuf et de sucre (av. 1450).
Une des premières références concrètes au massepain se trouve dans les registres de la ville de Lübeck, en 1530.

## Traditions
Le massepain est un produit traditionnel de nombreuses régions d'Europe.

### Allemagne
La production de marzipan est traditionnelle sur les rives de la Baltique, particulièrement à Lübeck (Lübecker Marzipan) et, anciennement, à Königsberg (Königsberger Marzipan). C'est dans le premier quart du XVIe siècle que les Martzapaen font leur apparition à Lübeck, vendus par les apothicaires, car la pâte d'amande est utilisée, mélangée à d'autres ingrédients, pour ses propriétés médicinales : médicament pour le cœur, contre les douleurs pectorales et les maux de tête. C'est un produit fin et qui restera cher pendant longtemps. Le massepain de Königsberg fut introduit au XVIIIe siècle par des confiseurs suisses. Il utilise de l'amande douce et de l'amande amère, de l'œuf, de l'extrait de citron et de l'eau de rose. De nos jours, la production se fait à Wiesbaden et à Lübeck.

### Belgique

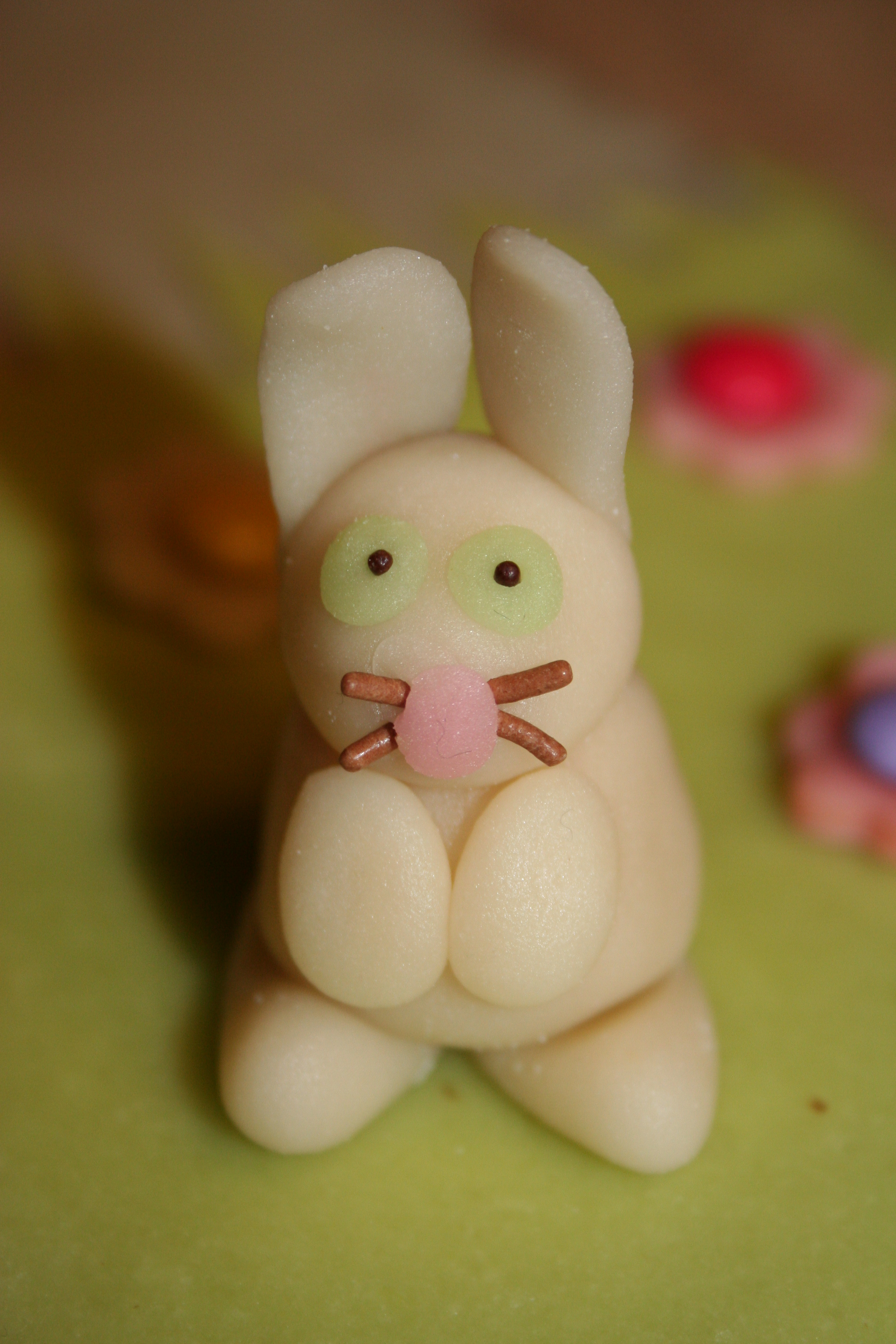
Lapin en pâte d'amande.

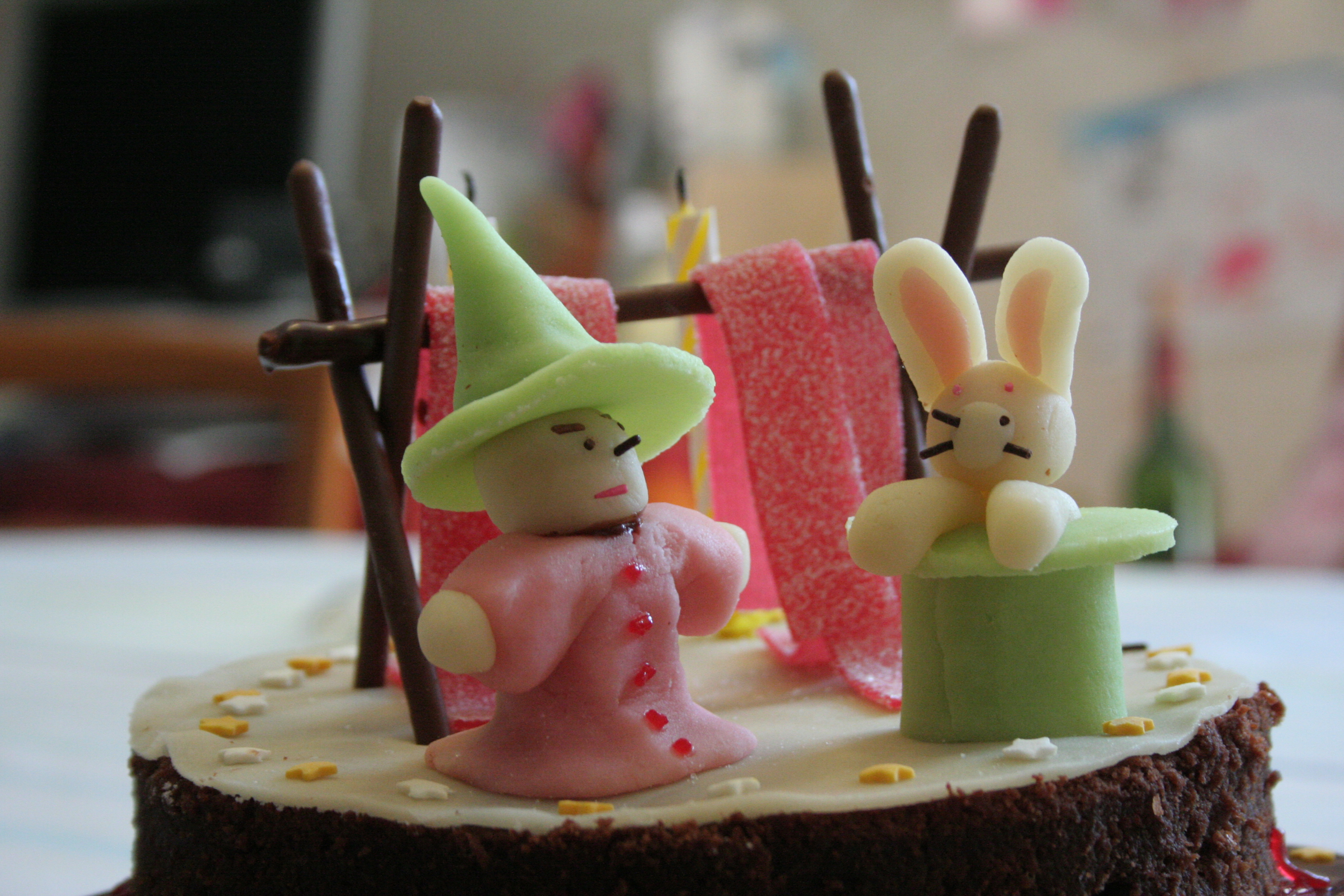
Décor en pâte d'amande.

En Belgique, lors des fêtes telles que la Saint-Nicolas, Noël ou Pâques, il est courant de retrouver toutes sortes de figurines et sculptures en massepain ; les cochonnets roses, les pommes de terre (dont la couleur brune est obtenue en roulant les boules de massepain dans de la poudre de cacao) et les fruits garnissent traditionnellement les assiettes de friandises offertes aux enfants pour ces occasions. Le massepain peut être aussi présenté en forme de long boudin enroulé autour d'un présentoir à saucisse. En région liégeoise, on fabrique du massepain cuit pour les fêtes de fin d'année.

### Espagne
Deux appellations de massepain (mazapán) d'origine contrôlée sont reconnues en Espagne. Le massepain de Tolède peut être fait dans les communes de Tolède, Sonseca, Consuegra, La Mata, Gálvez et Santa Olalla. Le massepain de Soto en Cameros (communauté autonome de La Rioja), qui dispose d'une DO depuis 1989, se caractérise par l'utilisation d'amande amère et d'essence de citron.

### Autres productions

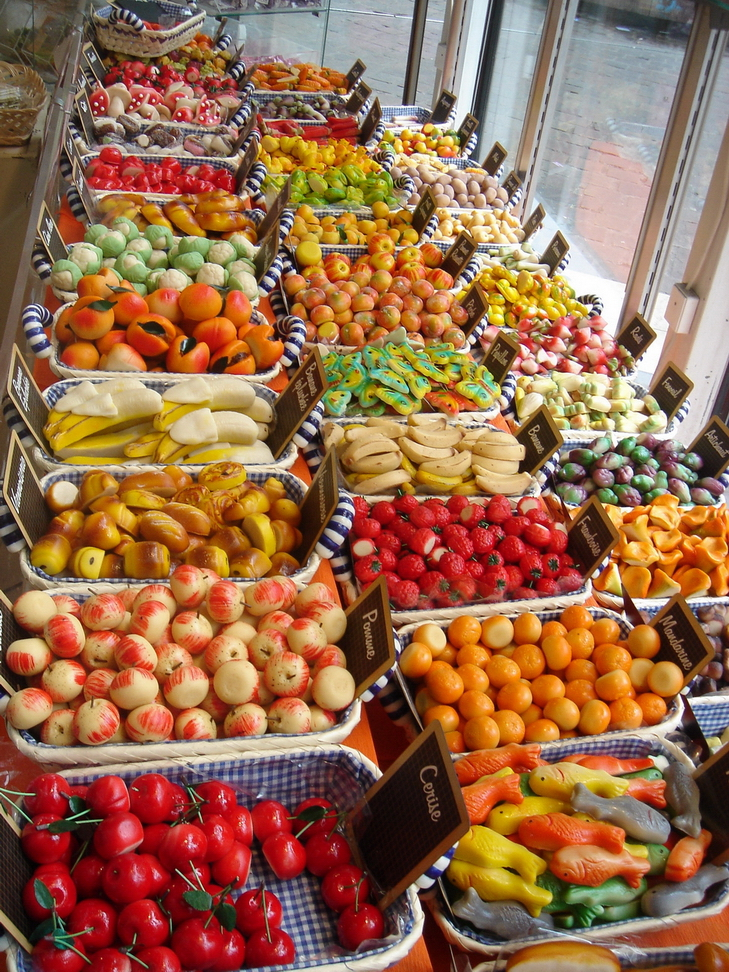
Fruits en massepain à Paris,France

En France, le massepain est la spécialité de plusieurs localités : 
- Saint-Léonard-de-Noblat, un bourg du Limousin. Il se présente sous forme de biscuit[5],[6].
- en Gironde : c'est le pudding girondin fait à base de pain dur, de cassonade et aromatisé de raisins secs trempés dans du rhum.
- le massepain d'Issoudun dans le Berry, vanté par Balzac dans son roman La Rabouilleuse[7]
- le massepain d'Aigueperse dans le Bourbonnais[8]

En Italie, le massepain est traditionnellement produit à Minervino Murge et à Palerme, en Sicile, surtout pendant la fête pour la Commémoration de tous les fidèles défunts (le 2 novembre) sous la forme de fruits factices, la frutta di Martorana. 
Au Portugal, les confiseries à base de massepain sont traditionnelles dans la région de l’Algarve.
Au Maroc, cette confiserie existe dans la cuisine marocaine et est appréciée et se consomme, selon la tradition, durant les fêtes. Le massepain est notamment présent dans la cuisine juive marocaine où il est considéré comme un gâteau rituel qui se consomme spécialement pour les grandes communions.
La Suède utilise également du marzipan (marsipan, en suédois). Le massepain est utilisé dans la fabrication du prinsesstårta, dessert traditionnel suédois. Une version rose existe également et est nommée operatårta.
La Suisse, dans son ensemble, connaît et apprécie cette confiserie. Genève en produit une quantité importante pour la fête de l'Escalade, remplissant les traditionnelles marmites en chocolat d'une multitude de légumes en massepain.
À Malte, il existe dans la cuisine maltaise, un gâteau traditionnel fourré au massepain, le figolli, aux formes figuratives, confectionné pour les fêtes de Pâques.

## Gâteau léger aux œufs
Dans le sud-ouest de la France, d'où il est arrivé sur l'île Maurice avec le surnom de « gâteau français », le massepain est une sorte de génoise ou de biscuit de Savoie. Un gâteau moelleux et léger, sans amandes ni levure, à base d'œufs fouettés.